# Valutazione scolastica in Italia

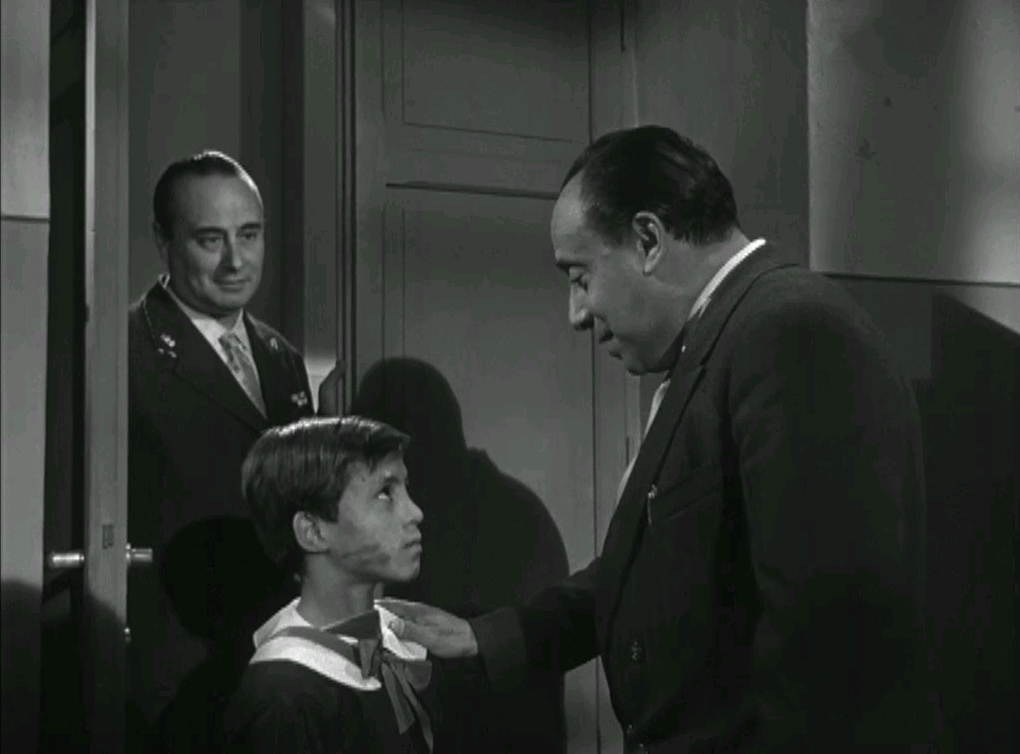

La valutazione scolastica, in Italia, consiste nell’attribuire valore alle competenze, conoscenze e abilità che gli studenti delle scuole del primo e del secondo ciclo dimostrano di avere acquisito, e nel certificare gli esiti con il rilascio di titoli di studio aventi valore legale. Fondandosi sulla misurazione dei risultati, la valutazione comporta giudizi sul profitto e sulla condotta; essi sono formulati sia in forma numerica - attraverso voti da 1 a 10, ad eccezione dei centesimi usati nell’esame di Stato conclusivo del secondo ciclo - sia in forma verbale, anche mediante descrizioni dei livelli di apprendimento, con riferimento a profili e quadri nazionali e internazionali. Nel fornire ai docenti e agli studenti elementi utili per migliorare il processo e i risultati di apprendimento, la valutazione svolge una funzione formativa. Assume una funzione sommativa e certificativa sia negli scrutini, determinando l'ammissione alla classe successiva o all'esame di Stato, sia negli esami di idoneità e integrativi, su richiesta individuale, permettendo ingressi e passaggi ad altri indirizzi, sia negli esami di Stato, consentendo la transizione al ciclo successivo, la prosecuzione degli studi nell'istruzione terziaria e favorendo in vari modi l'accesso al mondo del lavoro.

## Caratteristiche

### Riferimenti normativi
Riferimenti generali per la valutazione scolastica, coerenti con le leggi sull'autonomia e sulla riforma della scuola, sono rappresentati dal D.P.R. 122/2009 e dal D.Lgs. 62/2017, con i relativi aggiornamenti, insieme con lo Statuto delle studentesse e degli studenti. Appositi decreti, ordinanze e circolari, emanati annualmente dal Ministero dell'Istruzione, forniscono indicazioni operative sullo svolgimento di scrutini finali ed esami di Stato, con eventuali variazioni o deroghe, come accaduto negli anni della pandemia sars cov-2.
Con la Legge 1 ottobre 2024 n. 150 si ha la revisione della disciplina in materia di valutazione delle studentesse e degli studenti, di tutela dell'autorevolezza del personale scolastico nonché di indirizzi scolastici differenziati. (24G00168) (GU Serie Generale n.243 del 16-10-2024). 
La valutazione, rientrando nella «autonomia professionale propria della funzione docente», nell'ambito della discrezionalità tecnica, non è sindacabile; possono tuttavia essere intentati ricorsi quando si ritenga che non siano stati seguiti le modalità e i criteri stabiliti dalle norme.

### Oggetto della valutazione
Oggetto della valutazione sono il profitto e il comportamento (o condotta). Con profitto si intende il complesso dei risultati di apprendimento afferenti alle discipline, compresa l'educazione civica, la religione e le attività alternative. I risultati attesi sono definiti, in coerenza con gli obiettivi nazionali, nel piano didattico in termini di competenze, descritte nella Raccomandazione europea su EQF come capacità di utilizzare, con responsabilità e autonomia, conoscenze e abilità in ambito teorico e pratico. Anche a causa dei diversi significati attribuiti al termine, le competenze e la loro valutazione sono oggetto di ampia discussione.
Allo «sviluppo delle competenze di cittadinanza», in raccordo con l'educazione civica, è legata la valutazione del comportamento, con riferimento al Patto educativo di corresponsabilità, al Regolamento di istituto e allo Statuto delle studentesse e degli studenti, dove si precisa che «nessuna infrazione disciplinare connessa al comportamento può influire sulla valutazione del profitto». Ciò non esclude che, nelle scuole secondarie, gravi sanzioni comportino «l'esclusione dallo scrutinio finale o la non ammissione all'esame di Stato» e che il voto di condotta possa condizionare la valutazione complessiva nella scuola secondaria di secondo grado: esso concorre infatti «alla determinazione della media dei voti ai fini sia dell'ammissione all'esame [...] sia della definizione del credito scolastico».

### Criteri, strumenti e comunicazione della valutazione
L'adozione di «modalità e criteri per assicurare omogeneità, equità e trasparenza della valutazione, nel rispetto del principio della libertà di insegnamento» è prescritta alle scuole dal D.P.R. 122/2009. C'è tuttavia chi ritiene che la rigidità delle norme sulla valutazione limitino la libertà di insegnamento
Omogeneità implica l'utilizzo stabile di sistemi e criteri definiti, prevenendo il rischio di soggettività nei giudizi, mediante prove strutturate, con riferimenti a standard, griglie di valutazione, indicatori e descrittori. A questo principio rispondono le prove nazionali INVALSI e le prove degli esami di Stato, i cui risultati tuttavia, nei fatti, non risultano corrispondere a parametri oggettivi ed uniformi.
L'equità consiste nel promuovere il diritto allo studio e il successo formativo che la legge assicura a tutti. Negli esami di Stato, ad esempio, studenti con specifici bisogni acquisiscono il titolo di studio svolgendo prove differenziate ma equipollenti. Pratiche valutative con funzione formativa, sostenute anche da scelte di politica scolastica - territoriale e interna, come la stessa formazione delle classi - possono favorire l'equità, riducendo le differenze dei risultati di apprendimento dovute ai contesti di provenienza degli studenti.
La trasparenza della valutazione è un diritto riconosciuto agli studenti; nei fatti consiste, ad esempio, nell'accesso immediato, anche da parte delle famiglie, alle informazioni sui criteri di valutazione tramite il PTOF, e sui risultati, tramite il registro elettronico. La comunicazione trasparente sulla valutazione avviene nel rispetto della privacy: nelle forme pubbliche - quali l'affissione all'albo della scuola e l'inserimento nell'area riservata del registro elettronico - gli esiti degli scrutini finali sono indicati con «ammesso», «non ammesso» - o, nel secondo ciclo, «sospensione del giudizio», mentre i dettagli sono riportati nei documenti e negli spazi individuali. L'esito degli esami di Stato è reso pubblico attraverso il punteggio e l'eventuale lode, mentre non sono riportati riferimenti alle prove differenziate per gli alunni con disabilità e con disturbi specifici. La dicitura "Non diplomato" indica il mancato superamento dell'esame.

#### Prove oggetto di valutazione
Su una «pluralità di prove di verifica riconducibili a diverse tipologie, coerenti con le strategie metodologico-didattiche adottate dai docenti», «nel rispetto dei principi definiti dai decreti istitutivi dei nuovi ordinamenti», si fonda la valutazione periodica e annuale del profitto e del comportamento. Sulla valutazione negativa del comportamento incidono gravi sanzioni disciplinari documentate. Per quanto riguarda il profitto,  sono predisposte prove - strutturate, semistrutturate o non strutturate, scritte, orali, pratiche - riferite a risultati attesi; per la valutazione delle competenze, si propongono compiti autentici, con implicazioni anche sulla valutazione del comportamento, in particolare se afferenti all'ambito della cittadinanza. Agli studenti di entrambi i cicli sono somministrate prove nazionali predisposte da INVALSI per la verifica dei livelli delle competenze di base, riguardanti italiano, matematica e inglese, con lo scopo di fornire, a scuole e decisori, elementi per individuare aree di miglioramento degli apprendimenti; lo svolgimento delle prove, requisito d'accesso agli esami di Stato, viene sospeso durante gli anni della pandemia. 
Le prove scritte e orali previste per gli esami di Stato mirano a verificare le competenze dei profili di studio nazionali. Le prove scritte sono definite a livello nazionale, ovvero predisposte dalle commissioni sulla base di indicazioni nazionali; possono essere accompagnate da griglie di valutazione approntate dal Ministero.
Nell'esame di Stato del primo ciclo il D.Lgs. 62/2017 prevede che la valutazione avvenga attraverso tre prove scritte, di italiano, matematica e lingue straniere (livello A2 QCER per l'inglese, livello A1 per la seconda lingua comunitaria). Nel 2022, in deroga a queste disposizioni, le competenze in lingua straniera sono accertate esclusivamente nel colloquio, che verifica anche le competenze di cittadinanza.

### Espressione della valutazione
Nella scuola primaria, la valutazione periodica e finale si esprime attraverso «un giudizio descrittivo» che secondo il Ministero  «supera il voto numerico»: le espressioni «avanzato, intermedio, base, in via di prima acquisizione» indicano i livelli «di acquisizione dei singoli obiettivi di apprendimento» per ciascuna disciplina.
Nella scuola secondaria di primo grado la valutazione del comportamento e della religione/attività alternative è espressa attraverso un giudizio; il voto numerico assegnato agli apprendimenti disciplinari è integrato da una «descrizione del processo e del livello globale di sviluppo degli apprendimenti raggiunto».
In forma numerica, con voti da 1 a 10, sono espressi i giudizi delle singole prove e quelli, complessivi, di profitto, negli scrutini della scuola secondaria di primo grado (tranne che per la religione/attività alternative e il comportamento) e di secondo grado, dov'è previsto il voto numerico anche per il comportamento; la sufficienza corrisponde a 6. In campo docimologico si è evidenziato che l’utilizzo dei numeri per esprimere il voto possa portare a confondere la misurazione, che implica punteggi, in senso quantitativo, con la valutazione, che comporta un giudizio, in senso qualitativo.
La valutazione finale assegnata a seguito del superamento dell'esame di Stato è espressa in decimi, per il primo ciclo, in centesimi, per il secondo ciclo, ed è riportata nel diploma di Stato che corrisponde, per il primo ciclo, al I livello EQF e al livello 2 ISCED e, per il secondo ciclo, al IV livello EQF e al livello 3 ISCED.
Il livello di apprendimento è descritto nelle certificazioni delle competenze, che non hanno valore legale, riferite alle otto competenze chiave europee per l'apprendimento permanente. Sono rilasciate, su modello nazionale, a conclusione della scuola primaria, della secondaria di primo grado e al termine dei dieci anni di frequenza obbligatoria. Tre livelli previsti per il primo ciclo - «base, intermedio, avanzato» -  coincidono con quelli previsti per l'assolvimento dell'obbligo, dove il livello inferiore, definito «non raggiunto», si differenzia dall'«iniziale» del primo ciclo. Su modello nazionale, nel secondo ciclo, gli istituti professionali statali certificano gli apprendimenti acquisiti attraverso unità di apprendimento secondo livelli riferiti al Quadro nazionale delle qualificazioni. In autonomia le scuole del secondo ciclo predispongono le certificazioni delle competenze conseguite attraverso i percorsi per le competenze trasversali e per l'orientamento (PCTO).

## Funzionamento

### Funzione sommativa della valutazione
La valutazione sommativa, momento di sintesi dei risultati raggiunti dagli studenti, si effettua sia con le prove periodiche disciplinari, sia collegialmente: attraverso gli scrutini, durante ciascun anno scolastico e al suo termine, e attraverso gli esami, a conclusione del primo e del secondo ciclo. Nelle scuole secondarie di primo e di secondo grado, a condizione che le assenze non superino il 25% del monte ore annuale, gli esiti degli scrutini sono determinati dalla valutazione del profitto e del comportamento. Sanzioni disciplinari particolarmente gravi possono comportare la non ammissione alla classe successiva o agli esami. Lo svolgimento degli scrutini e degli esami viene registrato nei verbali.

#### Scrutini intermedi e finali delle classi iniziali e intermedie dei due cicli
In generale, gli scrutini intermedi e finali nei due cicli si svolgono secondo scadenze indicate nel PTOF (bimestre, trimestre, quadrimestre, pentamestre), nel rispetto delle indicazioni nazionali. La valutazione si fonda sui risultati raccolti da ciascun insegnante e documentati nel registro elettronico, in considerazione dell'«impegno, interesse e partecipazione dimostrati nell’intero percorso formativo» e di elementi forniti da docenti esterni di attività programmate. Nelle scuole secondarie sono previste azioni di recupero delle lacune nei modi consentiti dall’autonomia. Nella scuola secondaria di primo e di secondo grado il voto minimo per l'ammissione alla classe successiva corrisponde a 6. La non ammissione deve essere motivata, anche con riferimento ai criteri definiti nel PTOF.
Negli scrutini della scuola primaria la valutazione ha funzione prevalentemente formativa; solo in casi eccezionali e motivati può essere deliberata la non ammissione alla classe successiva. La valutazione finale del quinquennio è accompagnata dalla certificazione delle competenze.
Negli scrutini della scuola secondaria di primo grado sono previsti interventi integrativi per il recupero effettuati dalla scuola, ma è anche contemplata, se adeguatamente motivata, la possibilità della non ammissione, anche in una sola disciplina per il mancato raggiungimento del livello atteso.
Nelle scuole del secondo ciclo, per l'ammissione all'anno successivo è richiesta la sufficienza in tutte le discipline e nel comportamento. Negli scrutini di giugno è possibile la sospensione del giudizio in una o più discipline, con un ulteriore scrutinio effettuato prima dell’avvio del nuovo anno scolastico, in cui si considerano gli esiti del recupero. Nell'istruzione professionale, per l'ammissione al secondo anno, il recupero si attua nell'ambito della revisione del Piano Formativo Personalizzato (PFI).
Negli scrutini finali delle classi terza, quarta e quinta delle scuole secondarie di secondo grado, a ciascuno studente vengono assegnati i crediti scolastici con cui accede all’esame di Stato, sulla base della media dei voti riportati nelle discipline, da un minimo di 24 a un massimo di 40 punti: da 7 a 12 punti il terzo anno, da 8 a13 il quarto, da 9 a 15 punti il quinto anno. Contribuisce alla determinazione del credito scolastico l'esperienza svolta dallo studente nell'ambito dei PCTO.

#### Scrutini delle classi conclusive dei due cicli
Nello scrutinio finale delle classi terminali del primo e del secondo ciclo la valutazione sommativa è finalizzata all’ammissione all’esame di Stato, e riguarda la validità della frequenza (75% del monte ore annuale), il profitto, il comportamento, il percorso complessivo svolto. Non è ammesso lo studente che ha ricevuto una sanzione disciplinare che prevede l’esclusione dall’esame.
Negli scrutini finali del primo ciclo il voto di ammissione all'esame è il risultato della media dei voti di ciascuna disciplina. L'ammissione può avvenire anche nel caso di «parziale o mancata acquisizione dei livelli di apprendimento in una o più discipline», come indica il D.Lgs. 62/2017, che prevede la partecipazione alle prove INVALSI come requisito di ammissione all'esame, disposizione per la quale nel 2022 è stata effettuata una deroga. Durante lo scrutinio finale è redatta la certificazione delle competenze, rilasciata agli alunni che superano l’esame di Stato; nel documento, un'apposita sezione gestita da INVALSI «certifica le abilità di comprensione e uso della lingua inglese ad esito della prova scritta nazionale».
Nello scrutino di ammissione all’esame di Stato del secondo ciclo requisiti di ammissione sono rappresentati dalla valutazione sufficiente, in decimi, del profitto, espressa per disciplina o per il gruppo di discipline che prevedono un solo voto, e della condotta, il cui voto non può essere inferiore a sei. Il voto finale assegnato rappresenta un giudizio di sintesi qualitativa e «non può risolversi nel semplice calcolo matematico dei voti [...] conseguiti nelle singole discipline». Si calcolano quindi, sommandoli, i punteggi dei crediti scolastici - al massimo 40 - dell'ultimo triennio. Nel 2022 né la partecipazione alle prove INVALSI, né lo svolgimento dei PCTO previsti nel D.Lgs. 62/2017 hanno costituito requisiti necessari per l'accesso all'esame.

#### Esami di Stato a conclusione del primo e del secondo ciclo
L'esame di Stato si caratterizza per il dettaglio delle procedure, la somministrazione di prove ad hoc, le specifiche modalità di calcolo dei punteggi. A chi consegue dieci decimi nell'esame di Sato del primo ciclo e cento centesimi nell'esame di Sato del secondo ciclo può essere attribuita la lode, se la decisione è «assunta all'unanimità».
Nell'esame di Stato conclusivo del primo ciclo, si considerano il voto di ammissione, gli esiti delle prove scritte di italiano e matematica e quelli del colloquio, dove è prevista anche una prova pratica di strumento per i percorsi ad indirizzo musicale. Il punteggio finale si calcola attraverso la media della media dei punteggi delle prove d'esame con il voto di ammissione, con possibili arrotondamenti all'unità superiore per frazioni pari o superiori a 0,5 . Quando il punteggio finale sia di almeno sei decimi, l'esame si intende superato.
L'esame di Stato del primo ciclo è stato innovato sia nei modi sia nella tipologia di alcune prove con il D.M. 741 del 3 ottobre 2017, titolato “Esame di Stato conclusivo del primo ciclo di istruzione” e attuativo della legge 107 del 2015 (Buona Scuola).

#### Esame di Stato conclusivo del secondo ciclo
Nell'esame di Stato conclusivo del secondo ciclo la commissione acquisisce le informazioni sulla classe attraverso la lettura del documento detto "del 15 maggio", elaborato dal consiglio di classe, riguardante gli elementi significativi del percorso formativo, tra i quali i criteri, gli strumenti di valutazione e gli obiettivi raggiunti. Alla valutazione finale concorrono i crediti scolastici, i risultati delle prove scritte e del colloquio e le informazioni contenute nel Curriculum dello studente. Il Decreto 62/2017 prevede l'assegnazione di 20 punti a ciascuna delle tre prove; nel 2022, invece, si riducono rispettivamente di 5 e 10 i punteggi da assegnare alle prove scritte, di italiano (fino a 15) e della materia di indirizzo (fino a 10), mentre sale al massinmo di 25 punti la prova orale. L'esame si supera conseguendo almeno sessanta centesimi; con 30 punti di credito scolastico e almeno 50 punti nella valutazione delle prove è possibile l'aggiunta di un bonus di 5 punti. La lode, assegnata all'unanimità con il conseguimento di cento punti, costituisce un requisito per ricevere un premio ed essere iscritto all'Albo nazionale delle eccellenze.

### Funzione formativa della valutazione scolastica
Rispetto al processo di apprendimento, la valutazione scolastica svolge una funzione orientativa e formativa, sin dalle scuole dell'infanzia con l'incentivare lo studente a migliorare nell'apprendimento, tenuto conto delle sue caratteristiche individuali e del contesto di provenienza. La spinta delle norme verso la valutazione formativa, in una prospettiva di apprendimento permanente, è legata al principio inclusivo del riconoscimento del diritto allo studio così come del sostegno dei «capaci e meritevoli», indicato dall'art. 34 della Costituzione, attraverso, ad esempio, gli interventi di potenziamento e la valorizzazione delle eccellenze.
La valutazione formativa, con l’osservazione sistematica del processo di apprendimento attraverso strumenti di rilevazione quali, ad esempio, schede di osservazione e rubriche, è a supporto della valutazione sommativa. Le rilevazioni degli insegnanti attraverso le prove non rappresentano un adempimento, ma costituiscono il fondamento per elaborare la programmazione e per rivederla periodicamente, realizzando interventi mirati a colmare le lacune individuate e a sviluppare talenti, tenendo presenti gli elementi raccolti attraverso una diagnosi iniziale. L'insegnante stimola lo studente ad autovalutarsi, ad individuare i propri punti di forza e di debolezza per migliorare e orientarsi, attraverso, ad esempio, la stesura di un diario di bordo, del portfolio, del curriculum dello studente.
Le norme indicano alle scuole autonome, potendo esse disporre di flessibilità didattica e organizzativa, varie tipologie di intervento, quali i piani individualizzati e personalizzati, interventi di recupero e di potenziamento, coinvolgendo gli studenti attraverso, ad esempio, la realizzazione di unità di apprendimento.

### Rischi della valutazione
Alcuni fattori condizionano la valutazione scolastica, distorcendola. Essi sono stati individuati dalla docimogia nelle seguenti forme:
- il contagio, l’influenza esercitata su di noi dai giudizi dati dai colleghi;
- il contraccolpo, ovvero la modifica della propria didattica in vista degli esami finali (specialmente per le classi quinte);
- la distribuzione forzata dei risultati, quando le nostre aspettative sulla distribuzione dei voti in una classe, per es. in percentuali, modificano
l’assegnazione dei voti per i singoli;
- Pigmalione, quando gli studenti si adeguano alle aspettative del docente (non per forza in senso negativo);
- stereotipia, quando si tende ad assegnare la stessa valutazione a uno studente, indipendentemente dalla qualità della singola prova, per continuità;
- successione/contrasto, se la nostra valutazione è condizionata dall’esito della prova dell’alunno/a precedente (il terrore degli studenti di essere interrogati dopo il più bravo o la più brava della classe).»

### Responsabilità nella valutazione

#### Gli insegnanti di classe: apporto individuale e collegialità
Individualmente, nella libertà delle scelte metodologico didattiche, gli insegnanti valutano le prove assegnate durante l'anno scolastico, secondo modalità e criteri collegialmente stabiliti. Collegialmente, come contitolari o componenti del consiglio di classe, tutti, obbligatoriamente, partecipano alla valutazione periodica e annuale degli scrutini e degli esami - ciascuno proponendo la valutazione sulla specifica disciplina - e concorrono a deliberare sulle valutazioni proposte dai colleghi. Responsabilità specifiche riguardano la redazione della documentazione.

#### Il dirigente scolastico
L'«attuazione del diritto all'apprendimento» è competenza del dirigente scolastico «per assicurare la qualità dei processi formativi», della quale rappresentano un riscontro i risultati complessivi degli studenti, compresi i risultati delle prove nazionali INVALSI. Nello specifico, il dirigente scolastico interviene direttamente nel processo valutativo presiedendo gli scrutini e partecipando alle decisioni; il suo voto prevale in caso di parità nelle deliberazioni assunte a maggioranza. Negli esami conclusivi del primo ciclo il dirigente svolge il ruolo di presidente delle commissioni all'interno dell'istituzione scolastica, mentre, negli esami conclusivi del secondo ciclo, normalmente svolge il ruolo di presidente esterno su nomina dell'Ufficio Scolastico, in base a criteri determinati a livello nazionale.

#### I componenti delle commissioni d’esame
Negli esami di Stato i componenti delle commissioni, siano essi interni, come nel primo ciclo, o interni ed esterni, come nel secondo ciclo, sono responsabili del rigoroso rispetto delle procedure indicate dalle norme nazionali, della predisposizione delle prove scritte secondo il dettato delle norme, della loro correzione, della gestione del colloquio e infine della valutazione finale. Le commissioni pervengono al giudizio finale applicando criteri di valutazione espliciti: considerano, in generale, le informazioni riportate nel documento del consiglio di classe e il percorso precedente di ciascun alunno, tenendo conto anche delle informazioni individuali contenute nel Curriculum dello studente.

#### Gli studenti
Nella scuola secondaria la responsabilità della valutazione coinvolge gli stessi studenti. Nell'ambito del «dialogo costruttivo sulle scelte di loro competenza» attivato da docenti e dirigenti, è compreso il loro diritto di partecipare «in tema di programmazione e definizione degli obiettivi didattici», come anche «di criteri di valutazione». Allo studente è riconosciuto il «diritto a una valutazione trasparente e tempestiva, volta ad attivare un processo di autovalutazione che lo conduca ad individuare i propri punti di forza e di debolezza, a migliorare il proprio rendimento» e a individuare, in prospettiva, possibili percorsi formativi e/o lavorativi, anche attraverso la compilazione degli spazi dedicati del suo curriculum.

#### I decisori politici
Gli esiti delle prove nazionali e internazionali sugli apprendimenti, insieme con i dati emergenti dalle rilevazioni statistiche e dalle analisi degli esperti, forniscono ai decisori un quadro sulla qualità del sistema, di cui la dispersione scolastica rappresenta un rilevante indicatore. A seconda dell'orientamento politico del Governo in carica, in continuità o in discontinuità, si emanano norme per superare le criticità ritenute significative, in linea con le raccomandazioni sui quadri di riferimento comuni per la valutazione, sulle strategie per migliorare l'apprendimento e l'orientamento assicurando il diritto allo studio, sulla valorizzazione dei contesti favorevoli all'apprendimento formali, non formali e informali e sullo sviluppo di specifiche competenze, con relativi quadri per la loro valutazione.

### Dimensione sociale della valutazione scolastica
Gli effetti della valutazione sono connessi sia alla rimozione dei fattori che «impediscono il pieno sviluppo della persona» e la sua partecipazione «all'organizzazione politica, economica e sociale del Paese» prevista dall'articolo 3 della Costituzione, sia al sostegno ai capaci e meritevoli, previsto dall'art. 34 . Tali fattori condizionano infatti l’avanzamento, l’arresto, l’orientamento (o l’incanalamento, nell’accezione più discriminante) e possibili abbandoni, determinando i tempi e i modi dell’accesso delle persone nella società, la loro inclusione o esclusione. Tenuto conto del legame tra livello di istruzione dei cittadini, l'influenza sui risultati dei contesti di provenienza e sviluppo del Paese, l'indirizzo prevalente delle politiche scolastiche è la promozione, anche intervenendo sulle pratiche valutative, della qualità dell'apprendimento permanente, sia per contrastare la dispersione scolastica e i fenomeni di emarginazione ad essa collegati, sia per favorire lo sviluppo delle potenzialità di ciascuno ai fini della crescita individuale e sociale.

## Storia

### Evoluzione dell'approccio alla valutazione scolastica
Nel corso del XX secolo l’approccio alla valutazione, in Italia, muta parallelamente ai cambiamenti politici, culturali, sociali ed economici e alla stessa concezione della funzione dell'istruzione. Ciò appare evidente, ad esempio, nell'alternarsi delle norme riguardanti l'espressione forrmale della valutazione, dagli ultimi decenni del XX secolo ai primi del XXI. Nella scuola del primo ciclo, al voto numerico in decimi - spesso interpretato politicamente come emblema della funzione selettiva-competitiva della valutazione - si alternano lettere alfabetiche e giudizi, più o meno sintetici, sino alla ricomparsa del voto nel 2009, e quindi alla sua sostituzione, nel 2020, con la descrizione dei livelli di apprendimento nella scuola primaria. Variano anche le norme sulla valutazione del comportamento e sul suo peso: dal 1924 al 1999 tale voto, se inferiore a 8/10, impedisce l'ammissione alla classe successiva e agli esami; dal 1999 il peso del voto in condotta non viene considerato; ripristinato nel 2009 per le scuole secondarie, ridiventa determinante per l'ammissione se inferiore a 6/10. Nel 2017, per le scuole secondarie di primo grado, il voto numerico è trasformato in «giudizio sintetico».
Sino ad oltre la metà del Novecento la valutazione svolge una funzione prevalentemente selettiva: la scuola fascista, in continuità con il periodo precedente, incanala gli studenti in percorsi scolastici differenziati, ed è per molti inaccessibile. Nel considerare le loro «effettive possibilità intellettuali e fisiche», esclusivamente agli studenti è implicitamente attribuita la qualità dei loro risultati, che debbono essere sostenuti se «non abbienti».

#### Elevamento dell'obbligo
Nei decenni successivi al secondo dopoguerra le prime riforme risentono degli apporti degli esperti e assumono i principi su cui si fonda la Costituzione del 1947. Nella scuola reale si osserva invece una tendenza alla continuità e una certa resistenza a modificare le pratiche consolidate, come emerge, tra l'altro, dalle pagine critiche della scuola di Barbiana creata da don Milani. Il libro Lettera ad una professoressa, del 1967, sensibilizza docenti, operatori e opinione pubblica sulla questione dell'equità nella valutazione. Il tema è inevitabilmente connesso a quello dell'elevamento dell'obbligo scolastico che, nel 1962, viene esteso a otto anni di frequenza, nel 1999, a nove anni e, nel 2007, a dieci anni. Dal 2005, il diritto-dovere di istruzione e formazione comprende l'intero percorso scolastico di tredici anni.

#### Rimozione degli ostacoli
Gli ostacoli che «impediscono il pieno sviluppo della persona», e quindi il diritto allo studio, sono individuati nella stessa formazione delle classi e nei momenti di verifica dei passaggi da un segmento scolastico al successivo. Lo dimostrano l'abolizione, nel 1977, delle classi differenziali e il riconoscimento, nel 1992, che il diritto all'educazione e all'istruzione «non può essere impedito da difficoltà di apprendimento né da altre difficoltà derivanti dalle disabilità connesse all’handicap». Nella scuola primaria dal 1977 solo in casi eccezionali può essere deliberata la non ammissione alla classe successiva.  Si interviene sulle criticità della valutazione sommativa anche mediante l'abrogazione degli esami: nel 1977 si eliminano gli esami di riparazione della scuola primaria e secondaria di primo grado e, nel 1995, nella secondaria di secondo grado. Nel contempo si prescrive alle istituzioni scolastiche la realizzazione di attività integrative e di recupero per il superamento delle lacune.  Vengono abrogati anche gli esami intermedi nei due cicli, a conclusione della primaria, nel 1985, e al termine del primo biennio del liceo classico (ginnasio), nel 1968. Nel 1999 diventano possibili, nel primo anno di scuola secondaria di secondo grado, dov'è più elevato il rischio di non ammissione all'anno successivo, passaggi facilitati ad altro indirizzo senza esami integrativi, mentre nel 2004 viene stabilita la possibilità di passaggi facilitati, in qualsiasi classe del triennio, dal sistema dell'istruzione al sistema della formazione professionale e viceversa.
Nel 2003, con la legge di riforma della scuola in coerenza con le norme sull'autonomia scolastica, si affida alle scuole il compito di assicurare «a tutti pari opportunità di raggiungere elevati livelli culturali e di sviluppare le capacità e le competenze, attraverso conoscenze e abilità, generali e specifiche, coerenti con le attitudini e le scelte personali».

#### Valutazione per l'apprendimento
Negli anni Novanta del XX secolo si afferma l'idea che la valutazione non è da «intendersi come un giudizio sanzionatorio fine a se stesso» e si attribuisce alla scuola la capacità di sviluppare competenze quali, ad esempio, la capacità di “imparare ad imparare”. La sottolineatura della funzione processuale e formativa della valutazione è già presente nelle norme del primo ciclo sin dal 1977; nel 1992 viene trasferita anche nel riordino degli istituti professionali, prevedendo «ore di approfondimento [...] finalizzate prioritariamente al perseguimento del riequilibrio culturale del gruppo-classe».
In questa diversa prospettiva, con l'emanazione dello Statuto delle studentesse e degli studenti nel 1998, si prevede il coinvolgimento attivo dello stesso studente. L'attenzione al processo, e non solo ai risultati delle prestazioni, si riverbera anche sull'aumento del peso attribuito al percorso scolastico per l'ammissione all'esame di Stato, con particolare evidenza nel secondo ciclo: dai 20 punti, sui 100 punti complessivi, del 1997, ai 25 punti del 2007, ai 40 punti del 2017.
Nel concentrare l’attenzione sulla funzione formativa della valutazione scolastica, si delineano le responsabilità e i limiti di una scuola che tradizionalmente ha considerato la valutazione come adempimento legato alle scadenze amministrative, intendendo spesso l’apprendimento come memorizzazione di informazioni, già criticata da Gentile.

## Il dibattito
Le norme sulla valutazione scolastica, per la loro stretta connessione con il tema delle competenze, con la valutazione dell'intero sistema, con l'idea della funzione stessa della scuola e con gli orientamenti politici, sono oggetto di discussione, anche tramite i media, sia da parte di chi opera nella scuola, sia da esperti e intellettuali, sia dai rappresentanti politici. Spesso nella lettura critica delle indicazioni normative sulla valutazione sono additati come riferimenti l'art. 33, 34 e 3 della Costituzione. C'è chi denuncia la cancellazione della libertà di insegnamento prevista dall'articolo 33 della Costituzione, come effetto dell'«impianto ideologico e pratico pesantemente autoritario» costruito «a partire dal 1996». Da un diverso punto di vista si osserva che «i primi “paletti” alla libertà di insegnamento dei docenti» sono posti dallo stesso comma 2 dell’art. 33 della Costituzione: «La Repubblica detta le norme generali sull’istruzione ed istituisce scuole statali per tutti gli ordini e gradi”.
Un aspetto centrale del dibattito riguarda le strategie didattiche ritenute a favore dell'equità al quale spesso viene contrapposta la necessità dell'elevamento degli standard. Quanto alla scelta dell'espressione verbale della valutazione - voto o giudizio - questa è giudicata negativamente da parte di chi ritiene più chiara ed efficace la comunicazione attraverso il voto, diversamente da chi lo ritiene non significativo o dannoso, interpretando il giudizio come incoraggiamento a valutare in senso formativo, per favorire l'apprendimento.
Da varie posizioni si giudicano le prove INVALSI, per alcuni non affidabili per limiti scientifici, per altri inutili o dannose, «arido addestramento burocratico per rispondere a dei quiz»; dall'altra parte si evidenzia che la soppressione di tali prove priverebbe della possibilità di disporre di una certificazione linguistica riconosciuta a livello internazionale gli stessi studenti in situazione di svantaggio sociale.
Un tema molto dibattuto riguarda le "competenze" quali oggetto della valutazione, considerate da alcuni antitetiche allo specifico disciplinare, forma di conoscenza ridotta ad applicazione pratica, sintomo dell'adeguamento della scuola alle esigenze del mercato; a fronte di chi sottolinea l'imprescindibilità delle conoscenze e delle abilità nello sviluppo delle competenze, ne viene attribuita una indeterminatezza che si ritiene impedisca una valutazione attendibile e un'istruzione di livello elevato. Da una parte degli insegnanti è contestata anche la mole di documentazione implicata dalla valutazione delle competenze.